# Mad Love (1995)
Mad Love is een Amerikaanse romantische dramafilm uit 1995 onder regie van Antonia Bird.

## Verhaal
Casey is een depressieve tiener die een relatie krijgt met Matt. Wanneer haar ouders vinden dat hij een slechte invloed op haar heeft, probeert ze zelfmoord te plegen. De poging mislukt en ze wordt opgesloten in een inrichting. Matt helpt haar ontsnappen en gaan er met hun auto en 160 dollar vandoor. Ze leren elkaar hier goed door kennen, ook hun slechte gewoontes...

## Rolverdeling
| Acteur          | Personage                     |
| --------------- | ----------------------------- |
| Drew Barrymore  | Casey Roberts                 |
| Chris O'Donnell | Matt Leland                   |
| Joan Allen      | Margaret Roberts              |
| Jude Ciccolella | Richard Roberts               |
| Matthew Lillard | Eric                          |
| Liev Schreiber  | Meneer die hun een lift geeft |